# Ioánnis Koúsoulos
Ioánnis Koúsoulos (en grec moderne : Ιωάννης Κούσουλος), né le 14 juin 1996 à Limassol à Chypre, est un footballeur international chypriote, qui évolue au poste de milieu défensif à l'Omonia.

## Biographie
Le 3 juillet 2018, Koúsoulos rejoint Omonia pour un contrat de quatre ans.
En août 2020, il renouvelle son contrat jusqu'en 2024.
Koúsoulos est titulaire lors de la saison 2020-2021. Il reçoit le surnom de « Machine » par l'entraîneur d'Omonia de l'époque, Henning Berg.
Il termine la saison 2022-2023 en tant que vainqueur de la coupe avec Omonia.

## Palmarès
- Avec l'Omonia :
  - Champion de Chypre en 2021
  - Vainqueur de la Coupe de Chypre en 2022 et 2023
  - Vainqueur de la Supercoupe de Chypre en 2021